# Eugène Viollat
Eugène Viollat, né le 15 juin 1830 à Paris et mort le 14 décembre 1901 à Vernou-sur-Brenne, est un peintre français.

## Biographie
Eugène Joseph Viollat est le fils de Barthélémy Viollat, vétérinaire, et de Catherine Legendre.
En 1859, il épouse Rose Marie Julie D'hervilly, sœur d'Ernest d'Hervilly.
Élève de Drolling, il débute au Salon de 1889.
Il meurt à l'âge de 71 ans,

## Œuvres

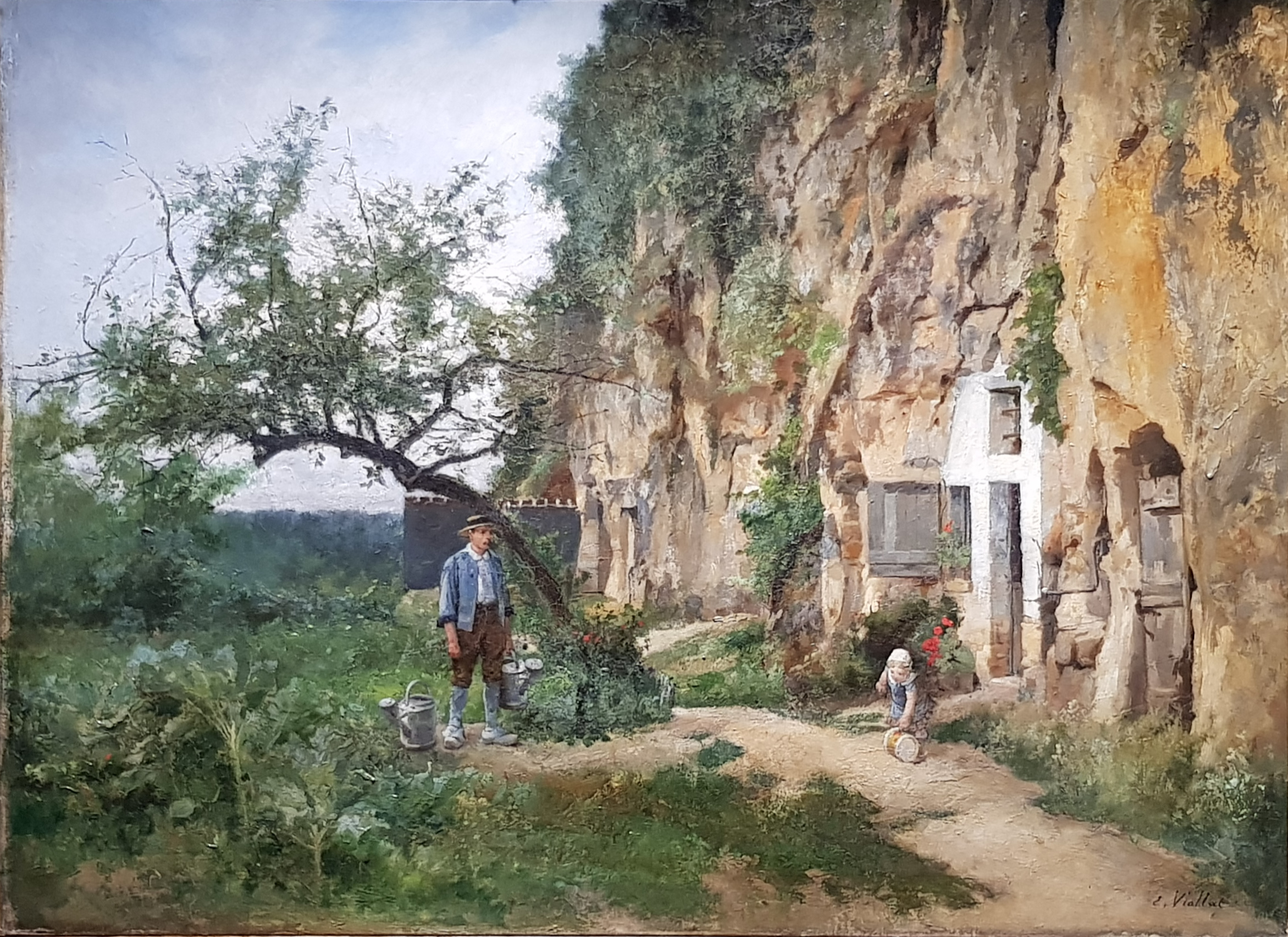
Popine à Vernou.